# Trioxys artemisiarum
Trioxys artemisiarum är en stekelart som beskrevs av Pike och Jaroslav Stary 1997. Trioxys artemisiarum ingår i släktet Trioxys och familjen bracksteklar. Inga underarter finns listade i Catalogue of Life.